# Rock 'n' Roll Music
Pour les articles homonymes, voir Rock and Roll Music.
Albums de The Beatles
The Beatles 1967–1970
(1973) The Beatles at the Hollywood Bowl
(1977)
Albums américains
In The Beginning (Circa 1960)
(1970) Love Songs
(1977)
Rock 'n' Roll Music est une compilation du groupe rock anglais The Beatles, créée par Capitol Records et sortie en 1976. Elle regroupe leurs chansons les plus représentatives de l'esprit « Rock 'n' roll ». Son titre, écrit différemment, reprend le nom de la chanson de Chuck Berry incluse dans la collection.

## Publication
Initié par Bhaskar Menon (en), le président de Capitol Records, cet album contient des reprises d'auteurs-compositeurs des années 1950, tels que Chuck Berry, Little Richard ou encore Larry Williams. On y trouve aussi plusieurs compositions de Lennon/McCartney, en plus de la chanson Taxman de George Harrison. Rock 'n' Roll Music est le premier 33 tours des Beatles à inclure la chanson I'm Down, en stéréo, alors qu'elle n'était jusque là disponible qu'en version mono sur la face B du single Help!.
À l'écoute de la maquette de cette compilation, George Martin décida de remixer les bandes maîtresses pour moderniser l'effet stéréo surtout sur les chansons Twist And Shout, I Saw Her Standing There, I Wanna Be Your Man, Boys, et Roll Over Beethoven. Cette version fut publiée aux États-Unis mais en Europe, Parlophone publia les chansons en versions originales.
Cette compilation s'est classée 2e dans le Billboard 200 et 10e dans le UK Albums Chart. Deux singles en ont été tirés : Got to Get You into My Life / Helter Skelter aux États-Unis et Back in the U.S.S.R. / Twist and Shout au Royaume-Uni
En 1980, ce 33-tours double a été remis sur le marché, cette fois en deux volumes vendus séparément, avec une pochette différente et les mixages effectuées par George Martin. Cette collection n'a jamais été rééditée en format CD.

## Pochettes
Créé avec la technique de l'aérographie par l'illustrateur américain Ignacio Gomez (sous la direction artistique de Roy Kohara), le titre sur la pochette, qui est « tenue » par deux mains, est traité à la façon d'une enseigne au néon. En-dessous est reproduite une photo du groupe prise par le photographe Joe Covello en 1964, et qui figurait sur la pochette du disque américain The Beatles' Second Album. Le verso représente l'envers de la même composition, avec les musiciens vus de dos.
L'intérieur de la pochette de cet album double comporte la liste des chansons, autour du titre de l'album dans son lettrage néon, et des images symboliques de l'époque fifties : un sundae, un juke-box, une voiture Chevrolet 1957, une photo de Marilyn Monroe, un hamburger, et au centre un verre de cola. Ce verre se retrouvait aussi sur les étiquettes du disque.

Illustrations de l'intérieur de la pochette
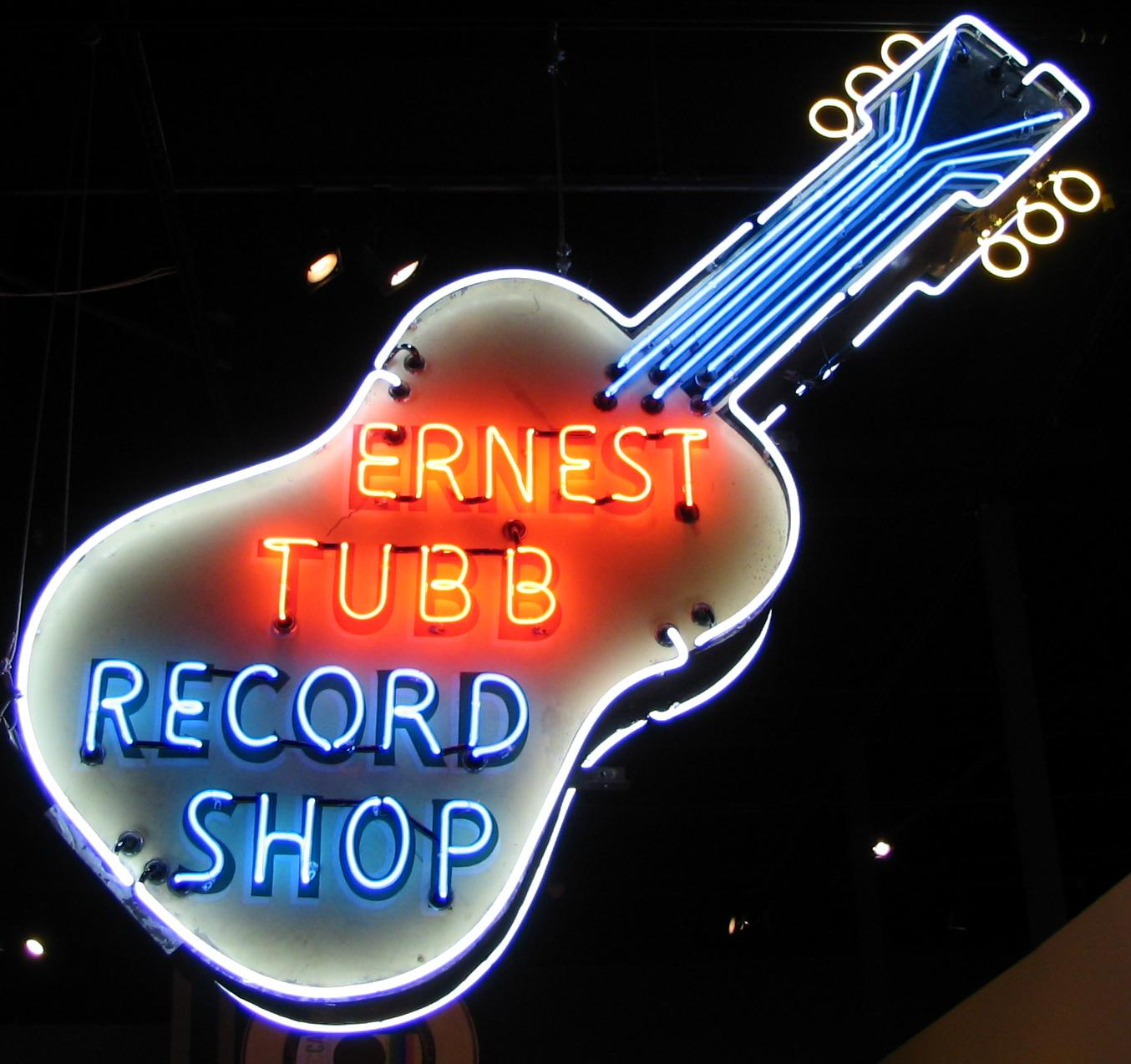
Exemple d'enseigne au néon.
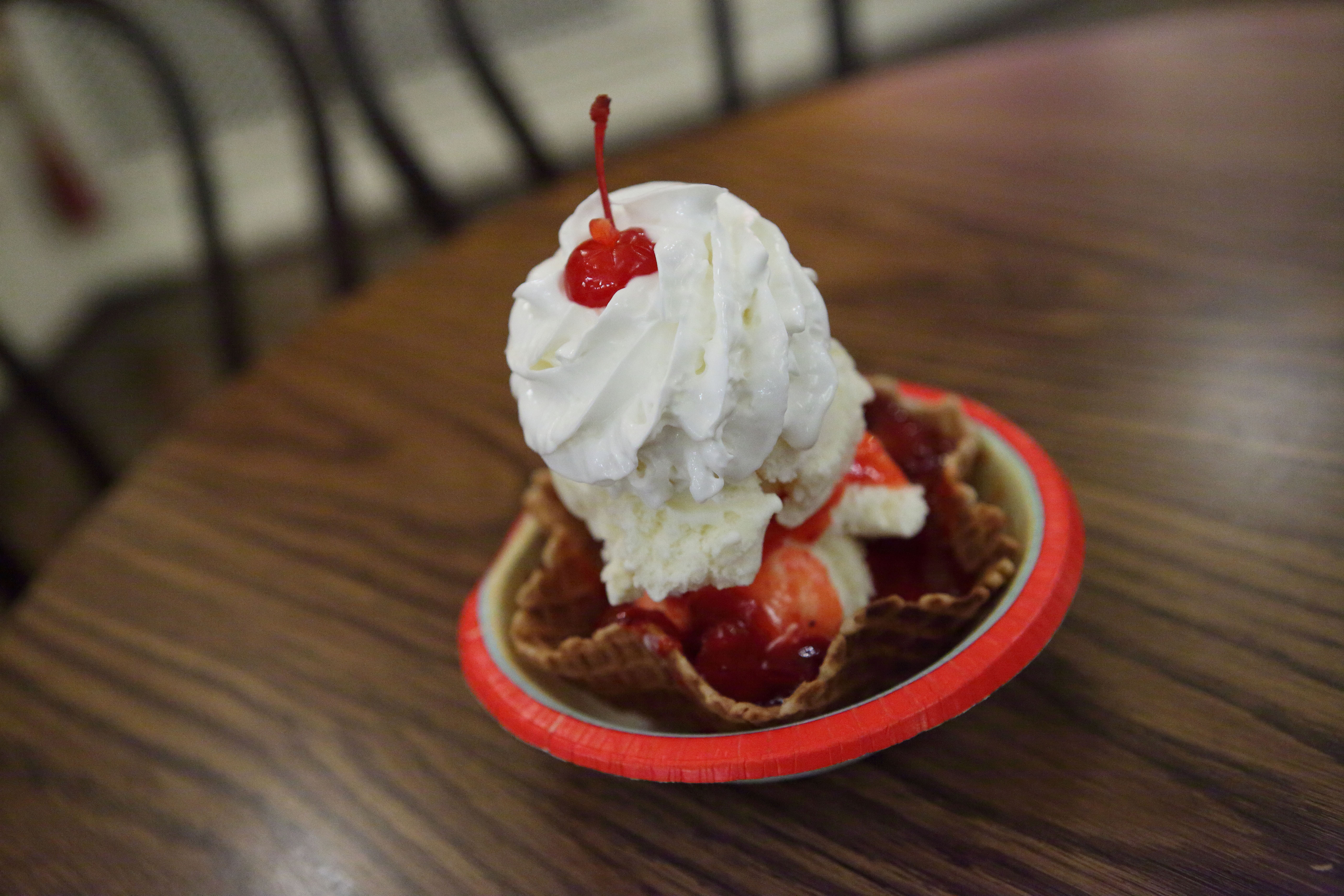
Sundae.
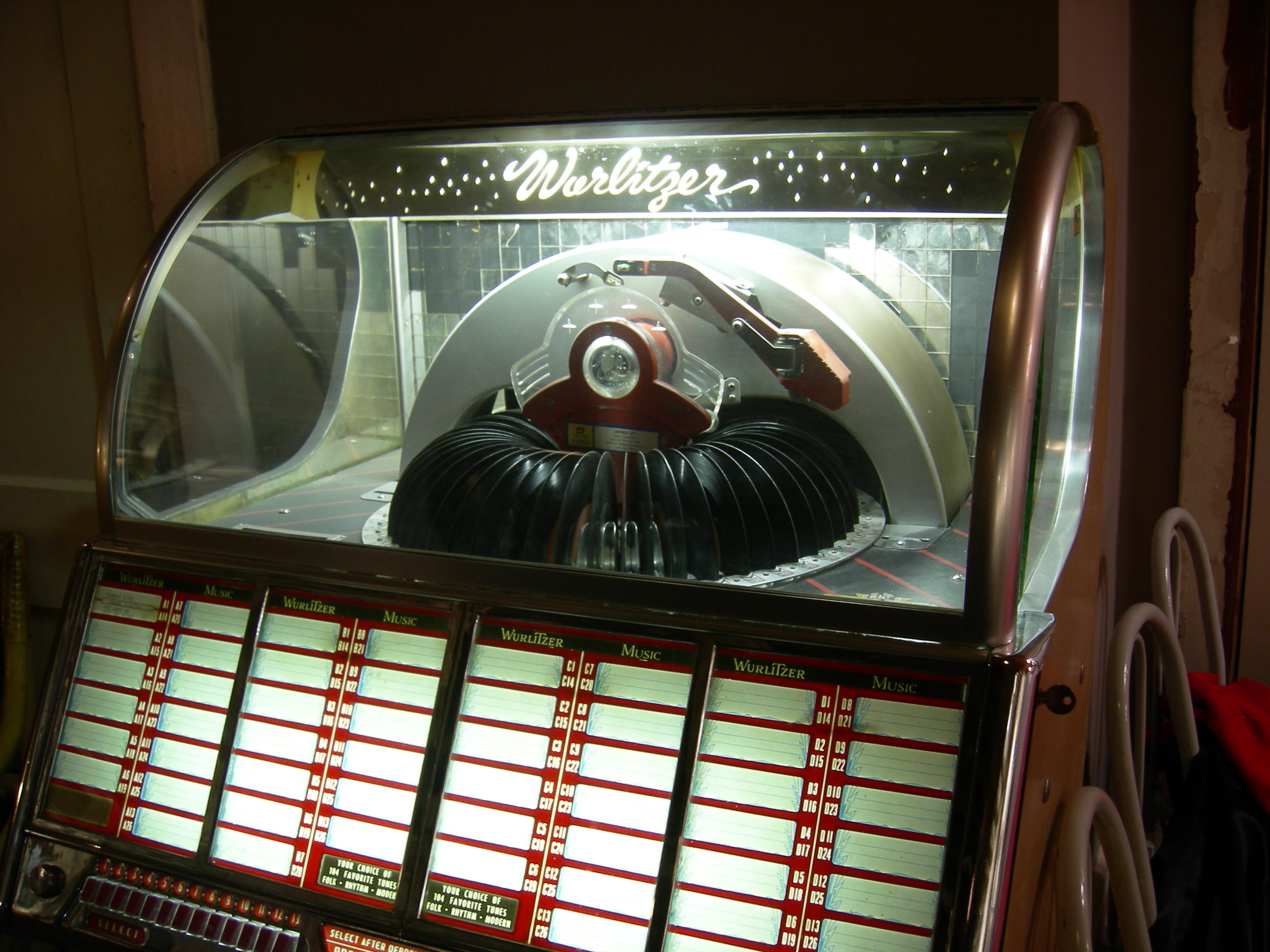
Juke-box Wurlitzer.
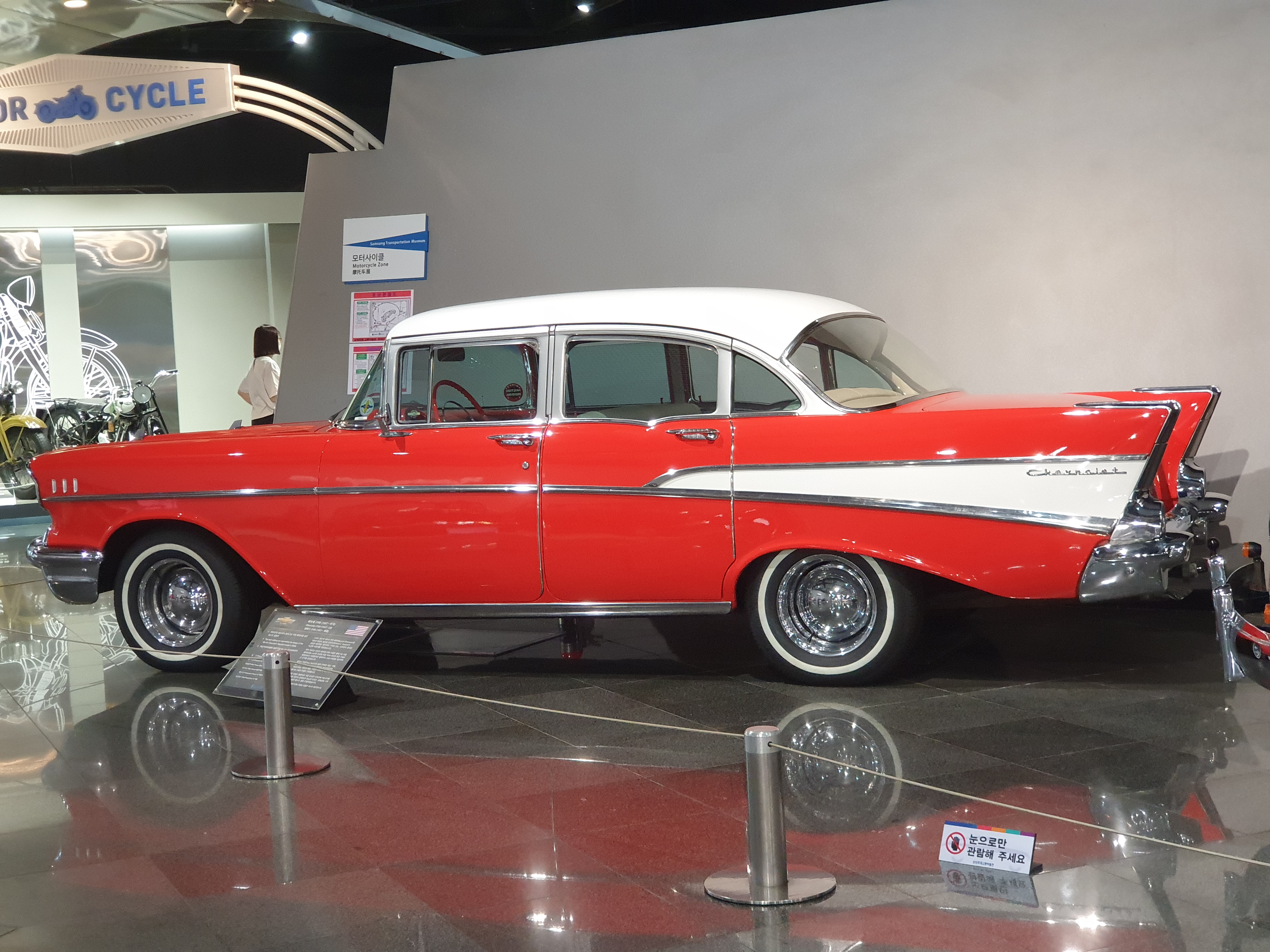
Chevrolet 1957.
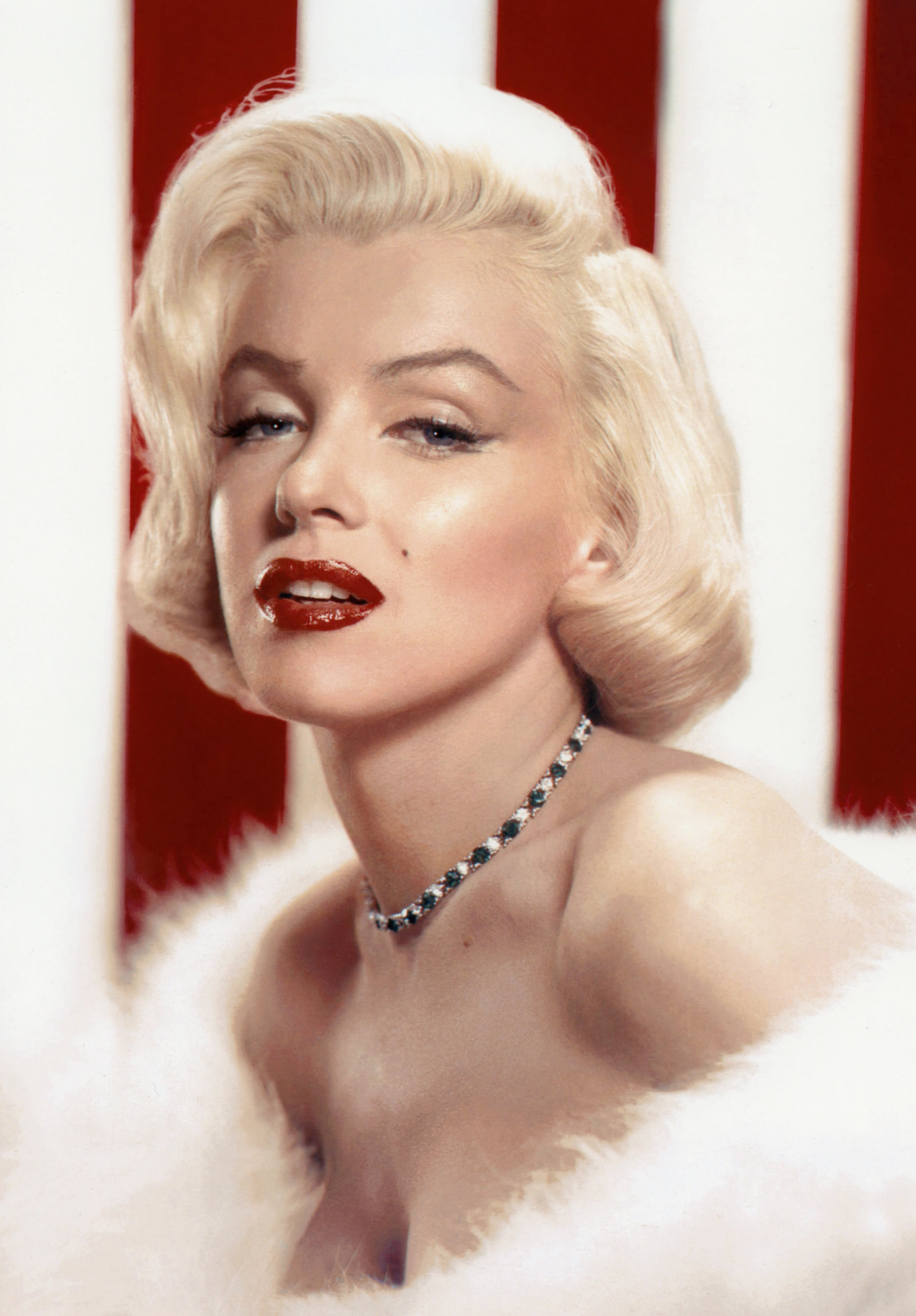
Marilyn Monroe.
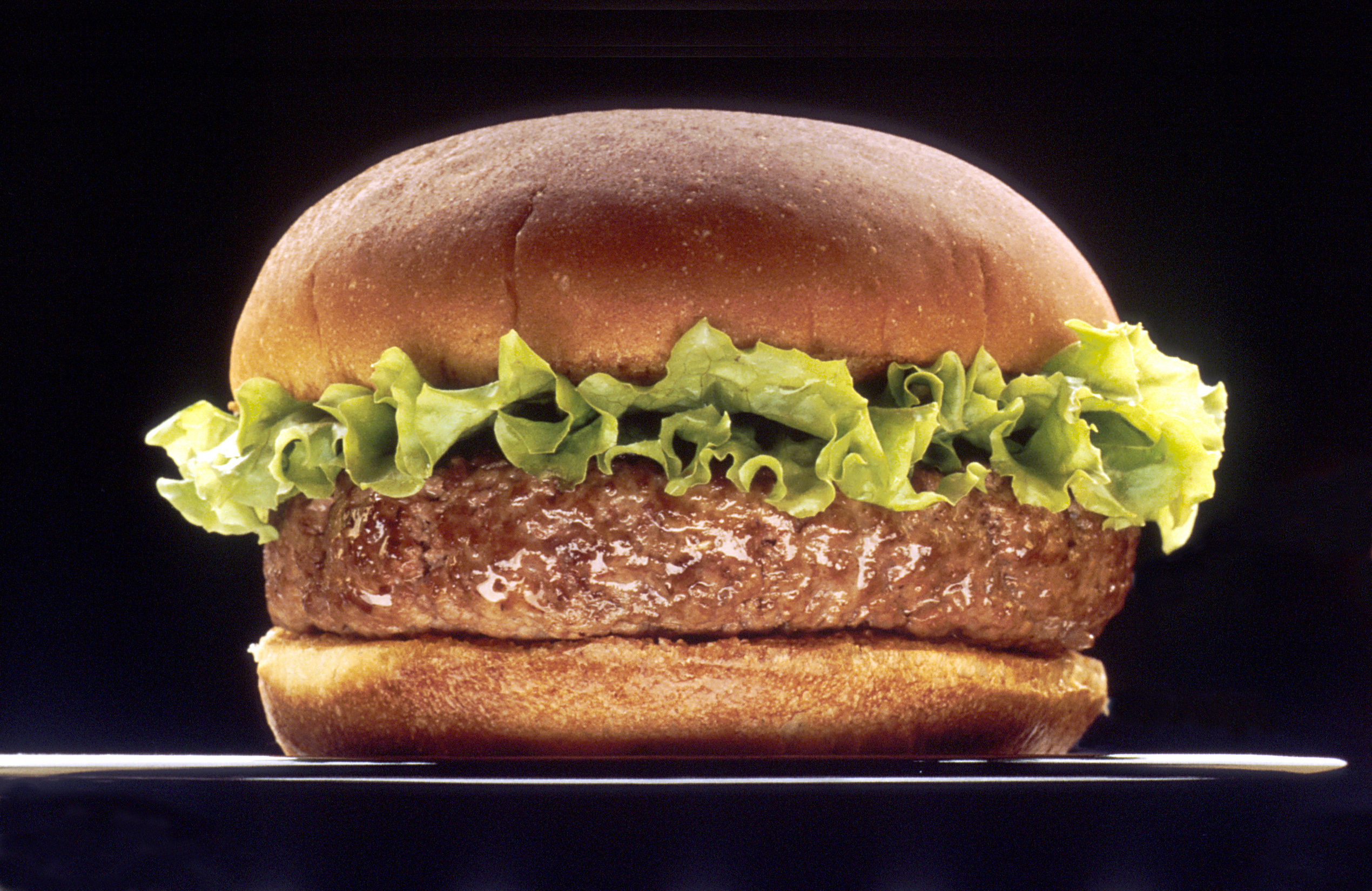
Hamburger.
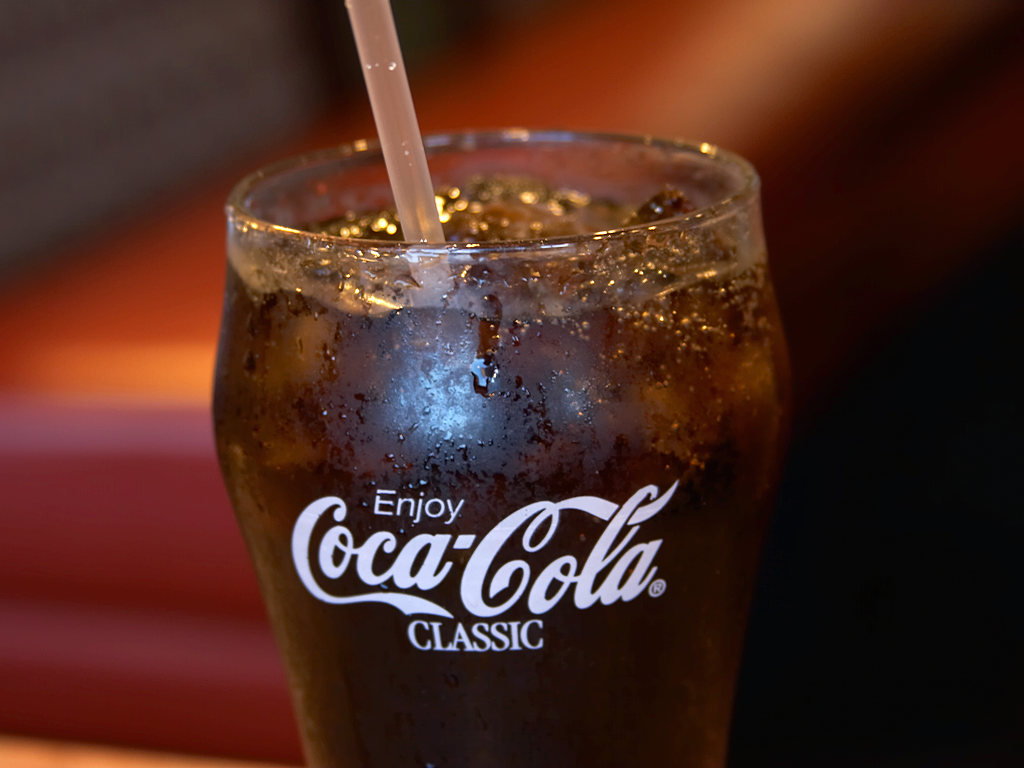
Verre de cola.

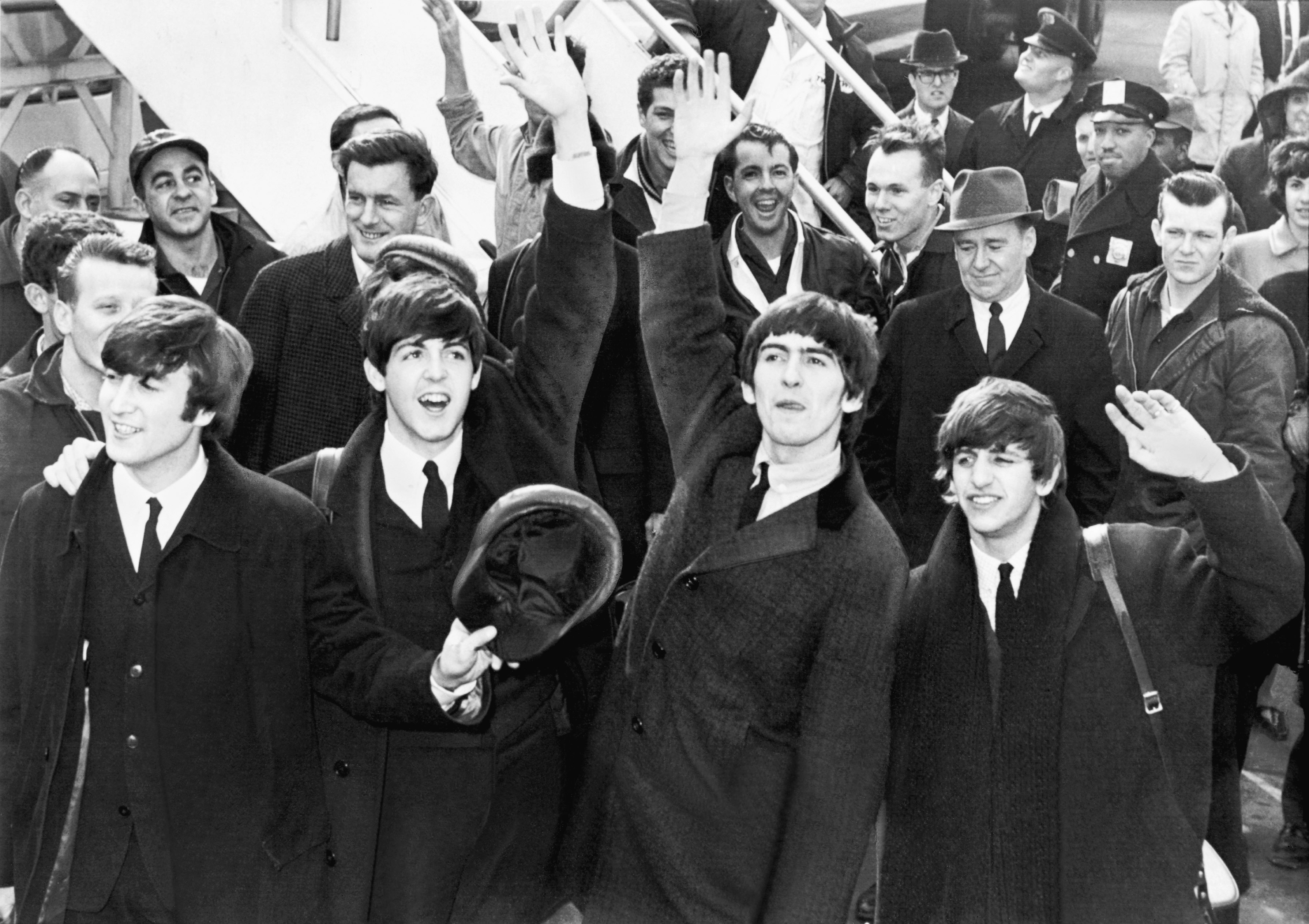
Les Beatles à leur arrivée à New York en 1964.

La pochette a été décriée par John Lennon, Ringo Starr, et plusieurs critiques, notamment pour son aspect fifties alors que les Beatles sont avant tout liés aux années 1960 — malgré la présence sur l'album de plusieurs titres des années 1950.

« Cela nous a donné une apparence bas de gamme, alors que jamais nous n'avons été bas de gamme. »

— Ringo Starr, dans une interview pour Rolling Stone
Sur les pochettes de la réédition de 1980 en deux volumes figure une reproduction dessinée d'une photo du groupe à son arrivée à l'aéroport John F. Kennedy de New York le 7 février 1964 lors de sa première tournée américaine.

## Titres
Toutes les chansons sont créditées Lennon/McCartney, sauf mention contraire.
| Disque 1 Face 1 1. Twist and Shout (Phil Medley, Bert Berns) 2. I Saw Her Standing There 3. You Can't Do That 4. I Wanna Be Your Man 5. I Call Your Name 6. Boys (Luther Dixon, Wes Farrell (en)) 7. Long Tall Sally (Enotris Johnson, Richard Penniman, Robert Blackwell) Disque 2 Face 3 1. Dizzy Miss Lizzy (Larry Williams) 2. Any Time at All 3. Drive My Car 4. Everybody's Trying to Be My Baby (Carl Perkins) 5. The Night Before 6. I'm Down 7. Revolution (version du 45 tours) | Face 2 1. Rock and Roll Music (Chuck Berry) 2. Slow Down (Larry Williams) 3. Kansas City/Hey, Hey, Hey, Hey (Jerry Leiber et Mike Stoller / Richard Penniman) 4. Money (That's What I Want) (Janie Bradford (en) / Berry Gordy) 5. Bad Boy (Larry Williams) 6. Matchbox (Carl Perkins) 7. Roll Over Beethoven (Chuck Berry) Face 4 1. Back in the U.S.S.R. 2. Helter Skelter 3. Taxman (George Harrison) 4. Got to Get You into My Life 5. Hey Bulldog 6. Birthday 7. Get Back (version de l'album) |

## 45 tours
Singles de The Beatles
Yesterday / I Should Have Known Better
(1976) Sgt. Pepper's Lonely Hearts Club Band - With a Little Help from My Friends / A Day in the Life
(1978)
Pour accompagner la sortie de cette compilation, les chansons Back in the U.S.S.R. et Twist and Shout ont été publiées sur un 45-tours au Royaume-Uni (qui atteint la 14e position). En Amérique du Nord, on a préféré publier Got to Get You into My Life avec Helter Skelter en face B (qui atteindra la 7e place aux États-Unis et la 2e au Canada).
Un single promotionnel comprenant un montage plus ou moins réussi de chansons de l'album a été distribué par Parlophone, le 17 mai 1976, aux stations de radio britanniques. La face A contenait des extraits de Rock and Roll Music, Twist and Shout, Long Tall Sally, I Saw Her Standing There, Money, Bad Boy, Dizzy Miss Lizzy, I'm Down, Revolution, Back in the USSR et Get Back d'une durée de 5:03. Sur la face B était gravée une tonalité qui durait exactement trois minutes et trente secondes. Ce disque est aujourd'hui une pièce de collection rarissime.